# Haine Ogata
Haine Ogata (japanisch 緒方 葉台子 Ogata Haine; * 29. August 1993 in Shiga) ist eine japanische Tennisspielerin.

## Karriere
Ogata spielt vor allem auf Turnieren der ITF Women’s World Tennis Tour, bei denen sie bislang zehn Titel im Doppel gewonnen hat.

## Turniersiege

### Doppel
| Nr. | Datum             | Turnier             | Kategorie   | Belag     | Partnerin       | Finalgegnerinnen                              | Ergebnis          |
| --- | ----------------- | ------------------- | ----------- | --------- | --------------- | --------------------------------------------- | ----------------- |
| 1.  | 9. August 2014    | Scharm asch-Schaich | ITF $10.000 | Hartplatz | Vojislava Lukić | Harriet Dart Claudia Williams                 | 6:4, 6:2          |
| 2.  | 17. August 2019   | Cancun              | ITF W15     | Hartplatz | Aiko Yoshitomi  | Eri Shimizu Melis Yasar                       | 0:6, 6:2, [10:6]  |
| 3.  | 24. August 2019   | Cancun              | ITF W15     | Hartplatz | Aiko Yoshitomi  | Fernanda Contreras Gómez Ana Paula de la Peña | 6:4, 6:4          |
| 4.  | 31. August 2019   | Cancun              | ITF W15     | Hartplatz | Aiko Yoshitomi  | Stacey Fung Alyssa Tobita                     | 2:6, 7:65, [10:7] |
| 5.  | 23. November 2019 | Antalya             | ITF W15     | Hartplatz | Aiko Yoshitomi  | Jenny Dürst Ioana Gașpar                      | 6:1, 6:1          |
| 6.  | 12. Juni 2021     | Monastir            | ITF W15     | Hartplatz | Miharu Imanishi | Dalayna Hewitt Kariann Pierre-Louis           | 7:5, 7:60         |
| 7.  | 29. Januar 2022   | Cancun              | ITF W15     | Hartplatz | Miharu Imanishi | Julie Belgraver Jade Bornay                   | 6:2, 6:3          |
| 8.  | 13. Juli 2024     | Monastir            | ITF W15     | Hartplatz | Nanari Katsumi  | Lamis Alhussein Abdel Aziz Arlinda Rushiti    | 6:3, 1:6, [10:6]  |
| 9.  | 20. Juli 2024     | Monastir            | ITF W15     | Hartplatz | Nanari Katsumi  | Alice Amendola Cristina Elena Tiglea          | 6:4, 6:2          |
| 10. | 17. August 2024   | Monastir            | ITF W15     | Hartplatz | Hiromi Abe      | Leyla Nilüfer Elmas Dimitra Pavlou            | 6:0, 6:4          |